# Donzy-le-National
Donzy-le-National era una comuna francesa situada en el departamento de Saona y Loira, de la región de Borgoña-Franco Condado, que el 1 de enero de 2017 pasó a ser una comuna delegada de la comuna nueva de La Vineuse-sur-Fregande al fusionarse con las comunas de La Vineuse, Massy y Vitry-lès-Cluny.

## Demografía
| Gráfica de evolución demográfica de Donzy-le-National entre 1800 y 2014 |
|                                                                         |

Los datos demográficos contemplados en este gráfico de la comuna de Donzy-le-National se han cogido de 1800 a 1999 de la página francesa EHESS/Cassini, y los demás datos de la página del INSEE.